# Arnex-sur-Nyon
Arnex-sur-Nyon – miejscowość i gmina (commune) w zachodniej Szwajcarii, w kantonie Vaud, w okręgu (district) Nyon. Leży nad rzeką Boiron de Nyon. 

## Demografia
W Arnex-sur-Nyon mieszkają 243 osoby. W 2021 roku 23,9% populacji gminy stanowiły osoby urodzone poza Szwajcarią.

## Transport
Przez teren gminy przebiega autostrada A1.